# Волінтір
Волінтір (рум. Volintiri) — село в Молдові в Штефан-Водському районі. Утворює окрему комуну.

## Відомі уродженці
- Бієшу Марія Лук'янівна - молдовська радянська оперна і камерна співачка, Народна артистка Молдови, Народна артистка СРСР.